# Konservierung

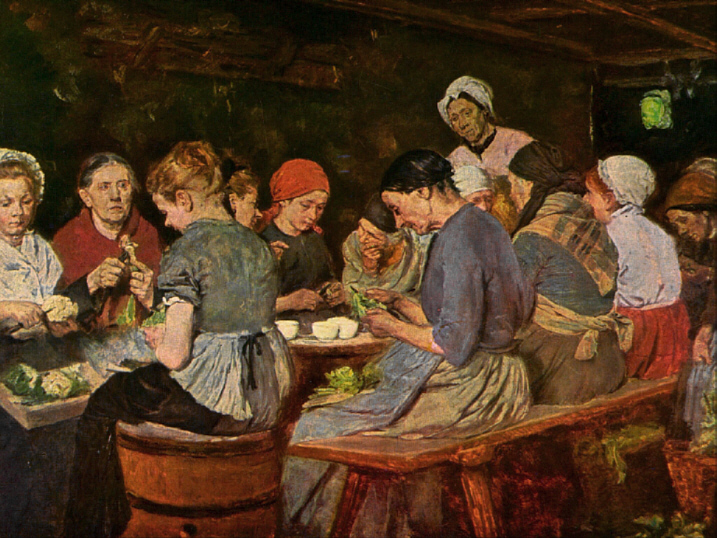
Max Liebermann: Konservenmacherinnen (1879)

Konservierung (lateinisch conservare „erhalten“, „bewahren“) ist die Verlängerung der Haltbarkeit von Gegenständen durch eine Minderung der chemischen Alterung.
Typischerweise werden Produkte wie Nahrungs- und Genussmittel (Lebensmittelkonservierung) sowie Arzneimittel mit Hilfe von Konservierungsmitteln und -verfahren, für mehr oder weniger lange Zeit konserviert. Bei Gebrauchsgegenständen umfasst die Konservierung auch eine Minderung des Verschleißes und der Korrosion.
Die Konservierung verhindert oder verzögert physikalische Zersetzungsprozesse, die z. B. durch Austrocknung oder Quellung entstehen, sowie chemische Zersetzungsprozesse wie Oxidation und Hydrolyse. Bei biologisch abbaubaren Stoffen erfolgt zusätzlich die Autolyse und ein Abbau durch Mikroorganismen wie Fäulnisbakterien, Schimmel- und Hefepilze (Verderb).
Im Verlauf der Evolution werden (Erb-)Informationen wichtiger Merkmale durch Selektionsdruck über viele Spezies in einer Abstammungslinie konserviert, so dass die notwendigsten Gene und Proteine unverändert erhalten bleiben.

## Lebens- und Futtermittel
Von besonders großer Bedeutung ist seit jeher die Konservierung von Lebens- und Futtermitteln. Um diese langfristig haltbar zu machen, gibt es Möglichkeiten des Konservierens. Physikalische Konservierungsverfahren verändern Struktur und Geschmack, auch ein Vitamin- und Aromaverlust ist häufig nicht vermeidbar. Chemische Konservierungsverfahren bergen das Risiko des Auftretens von allergischen Reaktionen oder Überempfindlichkeitsreaktionen auf den Konservierungsstoff. Haltbarkeit, Wirtschaftlichkeit des Verfahrens, Unbedenklichkeit und Nährstofferhaltung sind gegeneinander abzuwägen.
Je nach dem zu konservierenden Lebens- oder Futtermittel, Kulturraum und technisch-wirtschaftlichen Möglichkeiten werden unterschiedliche Verfahren angewendet oder auch kombiniert.

### Erhöhung der Osmolarität
Die Zugabe wasserlöslicher Stoffe oder der Entzug von Wasser erhöhen die Osmolarität bis zur Hypertonizität, wodurch den kontaminierenden Mikroben Wasser entzogen wird.
- Einsalzen (Pökeln, Einsalzen mit Natriumchlorid, Nitritpökelsalz, nur bei Kaviar mit Borax)
- Einzuckern, zu Marmelade verarbeiten, Kandieren
- Wasserentzug (Trocknen, Dörren, Eindicken, Gefriertrocknung)

### Konservierungsmittel
Durch Zugabe von Bioziden wird die Mikrobe abgetötet (biozid) oder es wird mikrobielles Wachstum verhindert (biostatisch).
- Räuchern
- Schwefelung
- Kaltentkeimung
- Einlegen in Alkohol
- Ansäuern, z. B. mit Benzoesäure, Essig, Zitronensäure, Gerbsäure oder durch Milchsäuregärung als kontrollierte bakterielle Fermentation
- denaturierende Stoffe und Verfahren (z. B. bei Käse, Panir oder Tofu)

### Sauerstoffentzug
Ein Entzug von Sauerstoff verhindert ein Wachstum aller auf Sauerstoff angewiesenen Mikroben (Obligat Aerobe), während das Wachstum von Mikroorganismen verlangsamt wird, die nicht auf Sauerstoff angewiesen sind, aber damit schneller wachsen (fakultativ Aerobe). Daneben wird eine Oxidation der oxidationsempfindlichen Bestandteile (v. a. ungesättigte Fettsäuren, Vitamin C und Vitamin E) gemindert.
Verfahren mit Sauerstoffentzug sind:
- Tränken in luftabschließenden Flüssigkeiten, z. B. die in Öl eingelegten Antipasti
- Schutzgasatmosphäre
- Vakuum oder Unterdruck, z. B. in Konserven
- Antioxidationsmittel wie Ascorbinsäure

### Temperaturentzug
Da Mikroben eine optimale Wachstumstemperatur besitzen, kann deren Wachstum durch Kühlung verlangsamt werden.
- Kühlen bei etwa 4 °C verlangsamt mikrobielles Wachstum, z. B. beim Lagern von Bier, nur psychrophile Mikroben können noch wachsen
- Tiefkühlen unter den Gefrierpunkt von Wasser verlangsamt mikrobielles Wachstum, nur kryophile Mikroben können noch wachsen

### Desinfektion
Die Desinfektion beschreibt die Inaktivierung der Mikroorganismen und der unbelebten Pathogene.
- Hitzeabtötung von Krankheitserregern, z. B. Sterilisation, Einkochen, Ultrahocherhitzung oder Pasteurisation mit anschließendem Luftabschluss (z. B. bei einer Konservendose)
- Ultrafiltration und Mikrofiltration von Flüssigkeiten, z. B. bei Milch
- Hochdruckentkeimung (bei 1000 bis 10000 bar)
- Bestrahlung durch eine ionisierende Strahlenquelle

### Sichten, Sieben und Filtration
Das Entfernen von Ungeziefer, von Keimträgern und Keimen verringert den Aufwand für andere Verfahren des Konservierens.
- Sieben (Getreidereinigung)
- Sichten (Saatgutentstaubung)
- Filtern (Kaffeekonzentrat)
- Mikrofiltration (Abwasser)
- Ultrafiltration (Trinkwasser)
- Sterilfiltration (Prozesswasser)

Diese Verfahren allein bewirken je nach Einstellung kein hinreichendes Konservieren.

### Beschichtung
Eine Beschichtung erschwert den Zutritt von Mikroorganismen.
- Einwachsen von Früchten z. B. zur Fruchtlagerung von Äpfeln und Zitrusfrüchten

## Arzneimittel
In der Pharmazie versteht man unter der Konservierung von Arzneimitteln den Schutz vor mikrobiellem Verderb und Oxidation. Solch ein Schutz ist insbesondere wichtig für die Haltbarkeit nach Anbruch, da durch das Öffnen der Arzneimittelverpackung und die Arzneimittelentnahme leicht Keime in das Medikament eingetragen werden. Manche Arzneimittel, insbesondere wasserhaltige, benötigen auch bereits eine Konservierung um die einwandfreie mikrobiologische Beschaffenheit über ihre gesamte Haltbarkeitszeit bis zum Verfalldatum zu erhalten.
Medikamente zur Anwendung am Auge und für die parenterale Verabreichung werden durch Sterilisationsverfahren bzw. aseptische Fertigung und anschließende keimfreie Versiegelung haltbar gemacht; eine chemische Konservierung der Arzneimittel ist in der Regel nicht nötig, vorausgesetzt, sie werden bei der Anwendung aufgebraucht. Bei der Abpackung in Behältnisse für die Mehrfachentnahme ist eine Konservierung allerdings in den meisten Fällen zwingend vorgeschrieben. Eine Ausnahme bilden jedoch Systeme, bei denen der Entnahmemechanismus das Eindringen von Mikroorganismen verhindert. Als Beispiel lässt sich das COMOD-System (continuous mono dose) für Augentropfen nennen, welches jeden Kontakt des Arzneimittels zur Außenluft unterbindet und so dessen Sterilität wahrt.

## Kosmetika und Haushaltschemikalien
Kosmetika und Reinigungsmittel werden mit Bioziden versetzt, wie z. B. Isothiazolinone, Phenoxyethanol oder auch Benzoate wie Paraben. Dies ist vor allem notwendig, wenn sie einen hohen Wassergehalt und biologisch verwertbare Stoffe aufweisen.

## Baustoffe
Bei Baustoffen finden noch weitere Verfahren Anwendung wie z. B. das Tränken poröser Materialien mit Kunststoffen (Imprägnierung) bei Holz, Beton oder Sandstein sowie die Lackierung von Oberflächen mit Lacken oder einem Leinölfirnis.

## Kunst und Kulturgut
Im Bereich der Bildenden Kunst sowie im Kulturgutschutz im Allgemeinen steht Konservierung oder Konservation als Überbegriff für sämtliche Maßnahmen, die dazu dienen, die Authentizität künstlerischer bzw. kulturhistorisch relevanter Werke unter Berücksichtigung ihres Alters und ihrer Geschichte zu untersuchen, zu dokumentieren, zu erhalten und lesbar zu machen, ohne sie dabei irreversibel zu verändern.
Die Gewährleistung von Objektsicherheit, Katastrophenvorbeugung und definierter und konstanter Umgebungsklimata hinsichtlich Raumtemperatur, relativer Luftfeuchtigkeit, Licht- und Schadstoffimmissionen und -emissionen sowie der raumhygienischen Bedingungen stellen für Kunstwerke, ihren Transport und ihre Aufbewahrung bereits eine grundlegend wichtige Form präventiver Konservierung dar. Ziel der präventiven Konservierung ist es, Restaurierungen zu minimieren oder gar zu vermeiden. Eine präventive oder vorbeugende Konservierung besteht darin, Kunstgegenstände vor Schäden zu schützen und einen Verfall zu verhindern. Hervorzuheben sind die Steuerung des Raumklimas (Temperatur, Feuchtigkeit), des Schadstoffeintrags und der Sonnenlichteinstrahlung. Zum Erhalt von Kunstwerken ist das Einhalten dieser Bedingungen wesentlich, auch während ihres Transportes, sowie während und nach der Konservierung bzw. Restaurierung. Im Dokument von Vantaa (Finnland) sind die Richtlinien für die Präventive Konservierung im Jahr 2000 festgelegt worden. Umgekehrt beinhalten fachgerechte Restaurierungen immer auch konservatorische Elemente. Kulturdenkmäler werden im öffentlichen Interesse erhalten und gepflegt, siehe Denkmalpflege.
Für eine vorausschauende Konservierung spielt die Umweltsimulation eine besondere Rolle. Mit der Entwicklung der Glassensor-Methode führte z. B. der deutsche Wissenschaftler Dieter R. Fuchs eine neue Umweltsimulations-Messtechnik in den Kulturgüterschutz ein, welche erfolgreich in Denkmalpflege und Museumsbetrieben als Standardmethode zur Risikoabschätzung sowie zur Überprüfung und Optimierung von Konservierungsmaßnahmen eingesetzt wird.
Fahrzeuge, insbesondere Oldtimer, werden häufig zum Werterhalt durch eine Beschichtung mit Wachsen (Autopolitur) konserviert, um hydrophobe Oberflächen und somit eine gewisse Unempfindlichkeit gegen Wasser zu erzeugen sowie um einen Glanz zu polieren.

## Leder
Die Lederpflege umfasst Verfahren zum Erhalt und zur Restaurierung von Leder.

## Leichen- und Gewebekonservierung
Die Konservierung menschlicher Leichen ist unter Einbalsamieren, inzwischen auch als Plastination unter Verwendung von Kunststoffen, bekannt. Tierkörper können dauerhaft präpariert werden durch Trocknung, Gerben der Hautteile und zoologischer Präparation nach Entfernen der (inneren) wasserreichen Organteile und Ersatz der Augäpfel. Bei einer Fixierung verwendet man in der Histologie und in der Präparationstechnik auch Glucose, Glycerin, Thymol, Phenol, Formalin (krebserregend), Paraformaldehyd und diverse Trocknungsverfahren zur Konservierung von biologischem Gewebe.

## Technische Gerätschaften
Die Konservierung technischer Gerätschaften bereitet diese auf eine Zeit längerer Lagerung ohne Gebrauch vor. Insbesondere bei Kraftfahrzeugen ist dies auch als „Einmottung“ bekannt. Dazu werden oft Betriebsflüssigkeiten abgelassen oder ausgetauscht und das Fahrzeug vor Korrosion geschützt sowie auf geeignete Stellplätze verbracht. Auch die Konservierung von Flugzeugen, Schiffen und Panzern sowie von technischen Anlagen wie beispielsweise in Kraftwerken oder Produktionsbereichen wird teilweise als Einmottung bezeichnet.

## Konservierung – Witwenversorgung
Als Konservierung bezeichnete man im frühneuzeitlichen Kirchen- und Gemeindewesen die (Wieder-)Verheiratung einer Pfarrwitwe oder Pfarrerstochter mit dem jeweiligen Amtsnachfolger, um das mit dem Tod des Pfarrers erloschene Wohn- und Nutzungsrecht im Pfarrhaus zu erhalten. Ziel dieser Praxis war es, die soziale Absicherung der Hinterbliebenen sicherzustellen und zugleich den Wohnraum der Pfarrei ohne Umwege verfügbar zu halten. Die Konservierung war vor allem in ländlichen Regionen gebräuchlich und wurde in manchen Kirchenordnungen ausdrücklich empfohlen oder stillschweigend erwartet.

## Evolution
In der Genetik und der Biochemie wird unter Konservierung der Erhaltungsgrad eines Gens oder Proteins im Verlauf der Evolution, also die Ähnlichkeit und Verwandtschaft von Genen und Proteinen untereinander, verstanden. Wenn zwischen verschiedenen Spezies diese Information nahezu unverändert vorhanden ist, spricht man von einer „hohen Konservierung“. Daraus kann geschlossen werden, dass die Funktion des hochkonservierten Gens oder Proteins bedeutend für das Fortbestehen der jeweiligen Art ist und ein hoher Selektionsdruck auf dessen Funktion liegt, da natürlich auftretende Mutationen in diesen Bereichen mit negativen Funktionsänderungen einhergehen können. Diese sind eventuell letal und haben somit nicht die Möglichkeit, weiter vererbt zu werden.

## Zeitschriften
- PapierRestaurierung bzw. seit 2009 Journal of PaperConservation, hrsg. von der Internationalen Arbeitsgemeinschaft der Archiv-, Bibliotheks- und Grafikrestauratoren (IADA) – erscheint viermal jährlich, http://palimpsest.stanford.edu/iada/
- VDR-Beiträge zur Erhaltung von Kunst und Kulturgut: Die Fachzeitschrift des VDR, hrsg. vom Verband der Restauratoren (VDR) – erscheint zweimal jährlich, wie auch weitere Monographien zu Spezialthemen, http://www.restauratoren.de./
- Restauro – Fachpublikation für Restauratoren, Konservatoren und Denkmalpfleger, Callwey Verlag München, ISSN 0933-4017, http://restauro.de/
- ZKK – Zeitschrift für Kunsttechnologie und Konservierung erscheint seit 1987, 2 Hefte pro Jahr, Wernersche Verlagsgesellschaft, ISSN 0931-7198,
- Restaurierung und Archäologie. Konservierung, Restaurierung, Technologie, Archäometrie (mehrsprachig), erscheint jährlich, Band 1 erschien 2008, Verlag des Römisch-Germanischen Zentralmuseums – Forschungsinstitut für Vor- und Frühgeschichte Mainz.